# Dreher Bak
Dreher Bak is een Hongaars biermerk. Het bier wordt gebrouwen in Brouwerij Dreher te Boedapest. 
Het is een donkerbruin bokbier (dubbelbock) met een alcoholpercentage van 7,3%. Het is een volmondig bier met een zoete smaak van karamel en evenwichtige balans tussen zoet en bitter. Het bier werd in 1997 op de markt gebracht samen met Dreher Classic.

## Prijzen
- 2006 en 2009: International High Quality Trophy.
- 2004 Zilveren medaille op de Brewing Industry International Awards.[1]
- 2000 Bronzen medaille op de Burton Upont Trent Millennial Beer Competition.